# Хидраулични систем Шуштар
Хидраулични систем Шуштар (перс. سازه‌های آبی شوشتر) је сложени систем наводњавања острвског града Шуштара из сасанидске ере који се налази у иранској покрајини Хузестан.
Читав простор је скуп изузетних локалитета међу којима су тврђава Саласел, оперативни центар целог хидрауличног система, кула за мерење водостаја, бране, мостови, базени и воденице. Историјски хидраулични систем Шуштара са својим бројним функцијама и великим размерама показује универзалну вредност. Он сведочи о наслеђу и синтези ранијих еламитских и месопотамијских знања, а на њега су вероватно утицали брана и тунел у Петри и римско грађевинарство. Веома је богат у погледу разноликости градитељских структура и њиховој конструкцији, као и разноврсности њихове употребе (водоснабдевање града, воденице, наводњавање, речни превоз и одбрамбени систем).

## Брана и мост Шадорван
Брана и мост Шадорван (назива се још и Банд-е Кејсар, односно Цезарова брана), римски канал преко реке Карун дугачак око 500 метара,  био је кључни објекат комплекса који је заједно са Банд-е-Мизаном задржавао и преусмеравао воду из реке у канале за наводњавање. Изградила га је римска радна снага у 3. веку нове ере по налогу Сасанида, и био је најисточнији римски мост и брана и прва грађевина у Ирану која је спајала мост са браном. Његова изградња и двострука намена имала је снажан утицај на каснији развој иранског градитељства као и сасанидских техника управљања водом. Шуштарски хидраулични систем у својој целини, а нарочито брана и мост Шадорван, сматран је чудом света не само од стране Персијанаца, већ такође и арапских муслимана на врхунцу њихове цивилизације. Мост је имао значајну улогу као комуникација између Пасаргада и сасанидске престонице Ктесифона. Много пута је дограђиван и поправљан у исламском раздобљу, а у употреби је остао до краја 19. века.
Хидраулични систем Шуштар уписан је на Унеско листу светске баштине  2009. године.

## Галерија
- Мапа хидрауличног система Шуштар
- Хидраулични систем Шуштар 1
- Хидраулични систем Шуштар 2
- Хидраулични систем Шуштар 3
- Хидраулични систем Шуштар 4
- Хидраулични систем Шуштар 5
- Хидраулични систем Шуштар 6
- Хидраулични систем Шуштар 7
- Хидраулични систем Шуштар, воденице
- Хидраулични систем Шуштар, панорама
- Брана и мост Шадорван